# The Heptones
 (février 2024).
Si vous disposez d'ouvrages ou d'articles de référence ou si vous connaissez des sites web de qualité traitant du thème abordé ici, merci de compléter l'article en donnant les références utiles à sa vérifiabilité et en les liant à la section « Notes et références ».
The Heptones est le nom du groupe de reggae jamaicain fondé en 1965 par Leroy Sibbles, Earl Morgan et Barry Llewellyn.
Initialement baptisés The Hep Ones, ils changent de nom pour The Heptones, plus facilement prononçable. C'est le titre Fattie Fattie (sorti en 1966) qui les fera véritablement connaître du grand public. C'est en arrivant chez Studio One que le groupe est propulsé sur le devant de la scène rocksteady, avec des titres phares comme Only Sixteen, Baby, Get In The Groove, Ting A Ling, Got To Fight On (To The Top) Party Time ou encore Sweet Talking.
En 1971, le trio se brouille avec Coxsone Dodd et quitte Studio One.
Le groupe continue après 1977, malgré le départ de Leroy Sibbles.

## Histoire
Leroy Sibbles, Earl Morgan et Barry Llewellyn ont d'abord formé The Hep Ones en 1965 à Kingston, mais ils ont vite changé leur nom pour The Heptones. Ils ont enregistré pour la majorité des producteurs de disques jamaïcains de l'époque. Ils ont commencé leur carrière, sous l'œil vigilant de Coxsone Dodd de Studio One, après un single sans succès sur le label K Calnek de Ken Lack. Les Heptones eurent un certain nombre de hits chez Studio One, en commençant par Fattie Fattie, leur premier single Studio One en 1966. Celui-ci fut le lancement d'un longue série de succès pour Coxsone, dont Pretty looks isn't all, Get In The Groove, Be a Man, Sea of Love (une reprise du classique do wap de Pat Phillips and The Twilights), Ting a Ling, Party Time et I Hold The Handle. Ils ont été les principaux rivaux des Techniques d'Arthur « Duke » Reid, au début de l'époque rocksteady.
Au cours de leurs cinq années à Brentford Road, Leroy Sibbles a aussi joué de la basse sur de nombreuses sessions (Alton Ellis I'm Still In Love et The Abyssinians Satta Massagana notamment), fait les auditions des chanteurs et il est, avec Jackie Mittoo, le principal arrangeur du studio et architecte du son « studio one ». Le groupe est resté chez Studio One jusqu'au début de l'époque reggae où ils ont composé des airs tels que Message from a Black Man, Love Won't Come Easy, I Love You et une très bonne reprise de Suspicious Minds. Ils ont ensuite enregistré avec Joe Gibbs, Harry J, pour qui ils ont sorti les classiques Country Boy et Book of Rules (lui-même basé sur un poème américain de R.L.Sharpe appelé A Bag of Tools écrit au début du XXe siècle), en 1973 avec Rupie Edwards (re-enregistré Give Me the Right).
En 1973, Leroy Sibbles émigre au Canada et le groupe cesse d'enregistrer jusqu'à son retour en 1976 ou le groupe sort Cool Rasta et Night Food, produit par Scott « Harry J » Johnston. Ces LP's sont composés de nouvelles chansons et de classiques de l'époque Studio One réenregistrés.
En 1977, ils relancent leur carrière en s'associant avec le producteur Lee « Scratch » Perry chez qui ils sortent un certain nombre de singles 12" (Mistery Babylon, Mr Président ft. DJ Jah Lloyd, Babylon's Falling, etc.) et l'album Party Time, qui fait partie des meilleures productions du studio Black Ark.
Après avoir déjà chanté de nombreux singles en solo (Love Won't Come Easy pour Augustus Pablo, Rasta Fari et Garden of Life pour Lee Perry et New Song et Ain't No Love pour Dennis Brown), Sibbles quitte le groupe pour commencer, avec succès, une carrière solo.  Il est remplacé par Dolphin Naggo Morris, qui avait enregistré Su Su Pon Rasta pour Joe Gibbs et You Should Love Your Brother pour King Jammy, mais la popularité du groupe décline. À la fin des années 1970, leur musique pop n'a trouvé que peu de succès chez le public, désormais habitué à un reggae plus militant et rasta, ils ont commencé à être perçus comme des reliques d'une ancienne époque. Le trio original s'est retrouvé en 1995 et a sorti l'album Pressure! produit par Tapper Zukie.
Barry Llewellyn, chanteur principal de leur célèbre morceau Book of Rules, décède en novembre 2011.

## Discographie
- 1967 : The Heptones (Fattie Fattie)
- 1968 : On Top
- 1970 : Black is Black (Ting a Ling)
- 1971 : Freedom Line
- 1973 : Book of Rules
- 1976 : Cool Rasta
- 1976 : Night Food
- 1977 : Party Time
- 1978 : Better Days